# 阿讃サーキット
阿讃サーキット（あさんサーキット）は、徳島県三好郡東みよし町にあるサーキット。2009年現在、四国で唯一の日本自動車連盟 (JAF) 公認サーキットである。
2輪4輪共にサーキットライセンスなどは基本的になく、周囲に民家もないので騒音規制も無い。ドレスアップコンテストなどのイベントなどにも使用される。山頂にあるため冬季は積雪で閉鎖されることもある。山頂にあるため天気が変わりやすく、風が強いこともある。

## 施設概要
- コース

全長約1km、2輪、4輪ともにレース可能で、カーブの多いテクニカルコースが特徴。コースは反時計回り。アップダウンが強く、コーナーもタイトであるためブレーキに過酷なコースである。
- パドック

ピット、コントロールタワー、ライセンス教習所などが設置されている。自動販売機のほか、軽食の販売が行われる売店がある。給油所は無いが、ドラム缶に入ったハイオクガソリンを必要分購入することは可能である。

## アクセス
- 徳島自動車道井川池田インターチェンジから30分。ただしサーキットは山頂に位置し、途中の道路は狭い場所が多く難解な場所も多い。また一部通学路や地域住民の生活道路があり通過には配慮が必要。サーキットの前に傾斜の強い坂があり、極端に車高の低い車両は通過できない。2t程度のトラックであれば、サーキット手前まで進入することが出来るが、それ以上の大型車は途中の道が狭いため無理がある。

## 余談
ビデオマガジン『ベストモータリング』の企画で、同サーキットにおいてイベントの収録があった。その際にもサーキットの所在場所について、出演者の驚きの声が収録されている。